# 库萨戈
库萨戈（義大利語：Cusago），是意大利米兰省的一个市镇。总面积11平方公里，人口3443人，人口密度313.0人/平方公里（2009年）。国家统计（ISTAT）代码为015097。